# Lisandro
(Risposta di Lisandro a chi biasimava l'uso delle astuzie in guerra, Plutarco, Vita di Lisandro, 7, 4)
Lisandro, figlio di Aristocrito (in greco antico: Λύσανδρος?, Lýsandros; Sparta, 441 a.C. circa – Aliarto, 395 a.C.), è stato un militare spartano che servì la sua città nell'ultima fase della guerra del Peloponneso e all'inizio della guerra di Corinto, durante la quale morì.

## Biografia

### Origini famigliari
Secondo Plutarco, Lisandro, figlio di Aristocrito, faceva parte della stirpe degli Eraclidi, anche se non era direttamente imparentato con le case reali. Invece la tradizione di Filarco ed Eliano riporta che appartenesse alla condizione sociale inferiore di motace; ma sono fonti che riflettono una propaganda ostile a Lisandro e discordano dal resto delle testimonianze che spesso specificano che a rivestire l'importante carica di navarco fosse uno spartiata.

### Guerra del Peloponneso
Nulla è noto della sua esistenza finché non fu nominato nel 407 a.C. navarca della flotta spartana essendo stato considerato come uno dei pochi che avrebbe potuto consolidare l'apparato militare spartano e ristabilire le sorti negli scontri navali contro Alcibiade.
Ottenuti rinforzi dagli alleati, Lisandro portò la sua flotta ad Efeso ove stabilì il suo quartier generale e fece erigere un arsenale per la costruzione di navi e che, come testimonia Plutarco, conobbe un forte sviluppo economico e sociale.
Poi, non appena venne a sapere che Ciro, figlio del Gran Re Dario II, era giunto a Sardi, vi si recò per denunciare Tissaferne, rivale di Ciro, che, pur avendo promesso danaro e aiuti militari a Sparta, lesinava gli uni e gli altri.
Per questi motivi e per la sua indole cordiale ed ossequiosa, conquistò la fiducia di Ciro tanto da invitarlo alla propria mensa e Lisandro colse l'occasione ottenendo da Ciro diecimila darici, sufficienti per portare la paga dei marinai da tre oboli a quattro.

#### Battaglia di Nozio

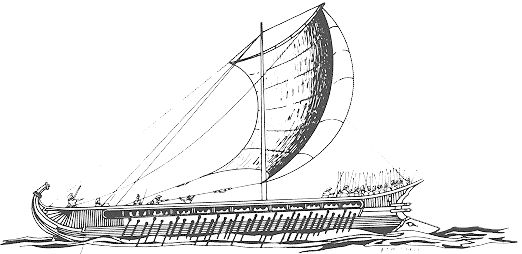
Una trireme greca.

Tale mossa inflisse non pochi danni agli Ateniesi dal momento che indusse molti marinai, i più esperti ed abili, a passare tra le file spartane ma, ciononostante, Lisandro esitava ad intraprendere scontri navali per timore dell'intraprendenza di Alcibiade.
Tuttavia, quando Alcibiade decise di recarsi a Focea lasciando la flotta nelle mani del suo pilota personale, Antioco, quest'ultimo decise di mandare due triremi davanti ad Efeso per deridere i nemici; Lisandro, furibondo, fece scendere in mare alcune triremi per inseguirle. Poco dopo, accortosi che gli Ateniesi accorrevano in sostegno delle loro navi, Lisandro ne armò altre finché entrambi i contendenti mossero l'intera flotta. Lo scontro, che si svolse nelle acque di Nozio, fu duro ma alla fine Lisandro uscì vincitore catturando quindici triremi avversarie ed erigendo un trionfo anche se il risultato migliore Lisandro lo ottenne quando i cittadini ateniesi, esasperati dal risultato della battaglia, destituirono Alcibiade.
Dopo la battaglia, Lisandro decise di intervenire nel governo di Efeso e delle altre città della Ionia promuovendo numerosi gruppi oligarchici filospartani affinché con il tempo indebolissero le democrazie vigenti e assumessero il potere e, a tale scopo, conferì importanti incarichi a coloro che da tempo erano divenuti suoi amici e ospiti.

#### Sostituzione con Callicratida
Nel 406 a.C., Lisandro, non potendo reiterare il comando, fu sostituito dagli efori con Callicratida, sua umana antitesi per le virtù e l'assenza di quell'abilità diplomatica che aveva distinto il collega. Infatti, Ciro non gli rese lo stesso appoggio garantito a Lisandro ed i numerosi alleati di Lisandro presero le parti per il loro protettore.
Quanto ai rapporti tra Callicratida e Lisandro, Plutarco ricorda che Lisandro riconsegnò il danaro rimastogli a Ciro invitando il collega ad andare a Sardi a chiederne dell'altro. Sempre Plutarco cita il seguente episodio in cui Lisandro, al momento del congedo, testimoniò di aver lasciato al successore una flotta padrona dei mari al che Callicratida replicasse sarcastico: "Ebbene, lasciando Samo a sinistra, girale attorno e portati a Mileto: le triremi me le consegnerai là! Non dobbiamo certo aver paura di passare davanti ai nemici di stanza a Samo, se è vero che siamo padroni del mare"..

#### Ritorno al comando
L'anno seguente, però, Callicratida morì nel corso della battaglia presso le isole Arginuse che si concluse con la sconfitta spartana.
Gli alleati, temendo che Atene potesse risorgere, inviarono a Sparta un'ambasceria chiedendo il reintegro di Lisandro nel comando della flotta, e analoga richiesta fu avanzata da Ciro.
La legge spartana, tuttavia, impediva che la carica di navarco fosse tenuta dalla stessa persona oltre il mandato di un anno e pertanto gli Spartani nominarono comandante l'eforo Araco il quale, poco esperto di tattica navale, prese con sé come luogotenente, dotato di pieni poteri, Lisandro.
I due comandanti giunsero ad Efeso con 35 triremi e là procedettero alla costruzione di nuove navi e al rafforzamento degli equipaggi grazie anche al sostegno di Ciro.
Ciò fatto, Lisandro fece vela per Mileto dove in precedenza aveva aiutato la fazione oligarchica ad abbattere la democrazia per poi attaccarli, in privato s'intende, quando costoro negoziarono una tregua con i democratici mentre in pubblico ne elogiava l'operato e si adoperava affinché i democratici restassero in città e collaborassero. Scoppiati dei tumulti, Lisandro entrò in città con le truppe, convinse i capi democratici a fidarsi di lui e a restare e poi li fece trucidare dai suoi alleati.

#### Battaglia di Egospotami
Pacificata Mileto, Lisandro spinse le sue incursioni navali fino ad Egina e Salamina, donde sbarcò in Attica a Declea per salutare il re Agide e per presentare alle truppe la flotta.
Poi, saputo che l'Ellesponto era sguarnito, investì con le sue forze la città di Lampsaco per poi espugnarla e saccheggiarla.
Gli Ateniesi, allora, inviarono la loro intera flotta, forte di 180 triremi, la quale, appresa la caduta di Lampsaco, si portò prima a Sesto e poi a Egospotami, di fronte ai nemici.
Dopo alcuni giorni di inattività scoppiò la battaglia della quale esistono due resoconti: Diodoro Siculo riferisce che il generale ateniese che comandava durante il quinto giorno a Sesto, Filocle, uscì con 30 navi, ordinando agli altri di seguirlo. Al riguardo, Donald Kagan ha commentato che la strategia ateniese, se questo resoconto è accurato, avrebbe dovuto essere quella di spingere i Peloponnesiaci ad attaccare per mezzo di una piccola flotta, per poi sorprenderli con una flotta più grande. Nello scontro il piccolo contingente fu immediatamente sconfitto, mentre il resto della flotta fu colto impreparato sulla spiaggia e ivi preso prigioniero.
Senofonte, invece, riferisce che l'intera flotta ateniese uscì, come sempre aveva fatto in quei giorni e che Lisandro rimase in porto: quando gli Ateniesi ritornarono al loro campo, i marinai si sparsero in cerca di cibo ma, nel frattempo, la flotta di Lisandro arrivò da Abido e catturò la maggior parte delle navi sulla spiaggia, senza alcun combattimento sul mare.
Qualunque sia il vero resoconto, il risultato fu chiaro: della flotta ateniese riuscirono a fuggire solo 9 navi, guidate da Conone.
Una delle navi fuggite, la nave messaggera Paralo, fu incaricata di informare Atene del disastro; il resto, con Conone, trovò rifugio presso Evagora I, il re di Cipro loro amico.
Dopo la battaglia Lisandro, ottemperando ai voleri del consiglio degli alleati, fece condannare a morte tremila Ateniesi ed il loro stratego, Filocle e cominciò ad inviare messaggeri di città in città per annunziare la vittoria e per intimare a tutti i coloni ateniesi di far ritorno in patria, dietro pena della morte affinché Atene non potesse accumulare scorte di viveri per sostenere l'assedio.
In pochi mesi, quindi, Lisandro, approfittando della defezione di tutti gli alleati ateniesi, tranne di Samo, poté imporre ad ogni città un regime oligarchico guidato da un armosta spartano e da dieci magistrati che scelse tra i membri delle fazioni a lui più vicine, senza curarsi delle capacità o dei massacri da questi compiuti.

#### Caduta di Atene
Esauriti tali compiti, Lisandro portò la sua flotta di 200 triremi ad Atene iniziando, di concerto con i re Agide II e Pausania ad assediarla per terra e mare.
Tuttavia gli Ateniesi, su impulso di Cleofonte e consapevoli che una vittoria spartana avrebbe significato la fine della democrazia, rifiutarono le proposte di resa, allestirono una flotta, rinforzarono le difese terrestri, affrancarono tutti gli schiavi in grado di combattere e armarono ogni uomo in grado di reggere una lancia.

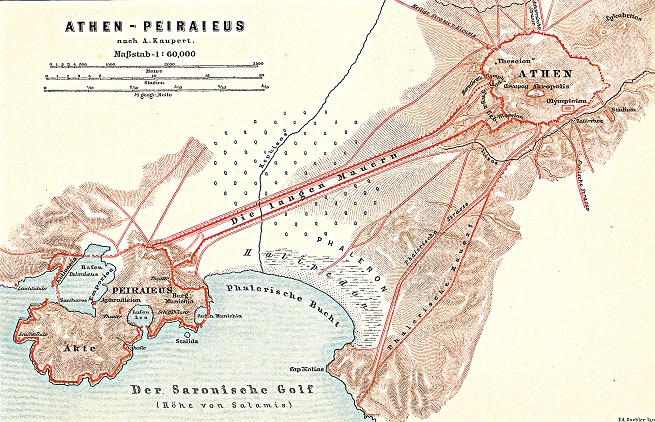
Mappa delle Lunghe Mura, le fortificazioni di Atene il cui abbattimento fu tra le condizioni di pace imposte da Lisandro.

Lisandro, di conseguenza, portò con sé parte della flotta e riprese la sua azione di smantellamento dei regimi democratici con l'aiuto degli esuli conservatori che trucidarono od esiliarono membri delle fazioni opposte. Strappata Sesto agli Ateniesi, destinò la città ai propri commilitoni anche se gli efori annullarono tale decreto, espulse le colonie ateniesi e fece restituire Egina, Milo e Chio ai legittimi abitanti.
Quando venne a sapere che la fame aveva ormai ridotto allo stremo la popolazione ateniese, Lisandro accostò la flotta al Pireo e costrinse la città ad accettare le condizioni di resa imposte da Sparta: abbattimento delle Lunghe mura, richiamo degli esuli, sgombero delle città, disarmo della flotta salvo dodici navi.

### Dopo la guerra del Peloponneso

#### Appoggio al regime dei Trenta
Dopo aver fatto demolire la flotta, Lisandro impose ad Atene di modificare la costituzione in senso oligarchico ma gli Ateniesi levarono vibrate proteste cui replicò ricordando che le lunghe mura e le fortificazioni del Pireo non erano state ancora abbattute e che la tregua non era stata rispettata.
Gli Ateniesi, allora, privi di risorse e timorosi di ulteriori vessazioni, accettarono di abbattere le mura ed il cambio costituzionale imposto da Sparta la quale insediò un presidio armato sull'Acropoli, dieci magistrati al Pireo e trenta ad Atene, i Trenta tiranni, a capo dei quali era Crizia, discepolo di Socrate.
Ciò fatto, consegnò a Sparta i doni, le corone che aveva ricevuto e tutto il denaro rimastogli per poi salpare per la Tracia donde intraprese non poche azioni contro Farnabazo II, satrapo della Frigia ellespontina, alleato di Sparta, che inviò messi agli efori.

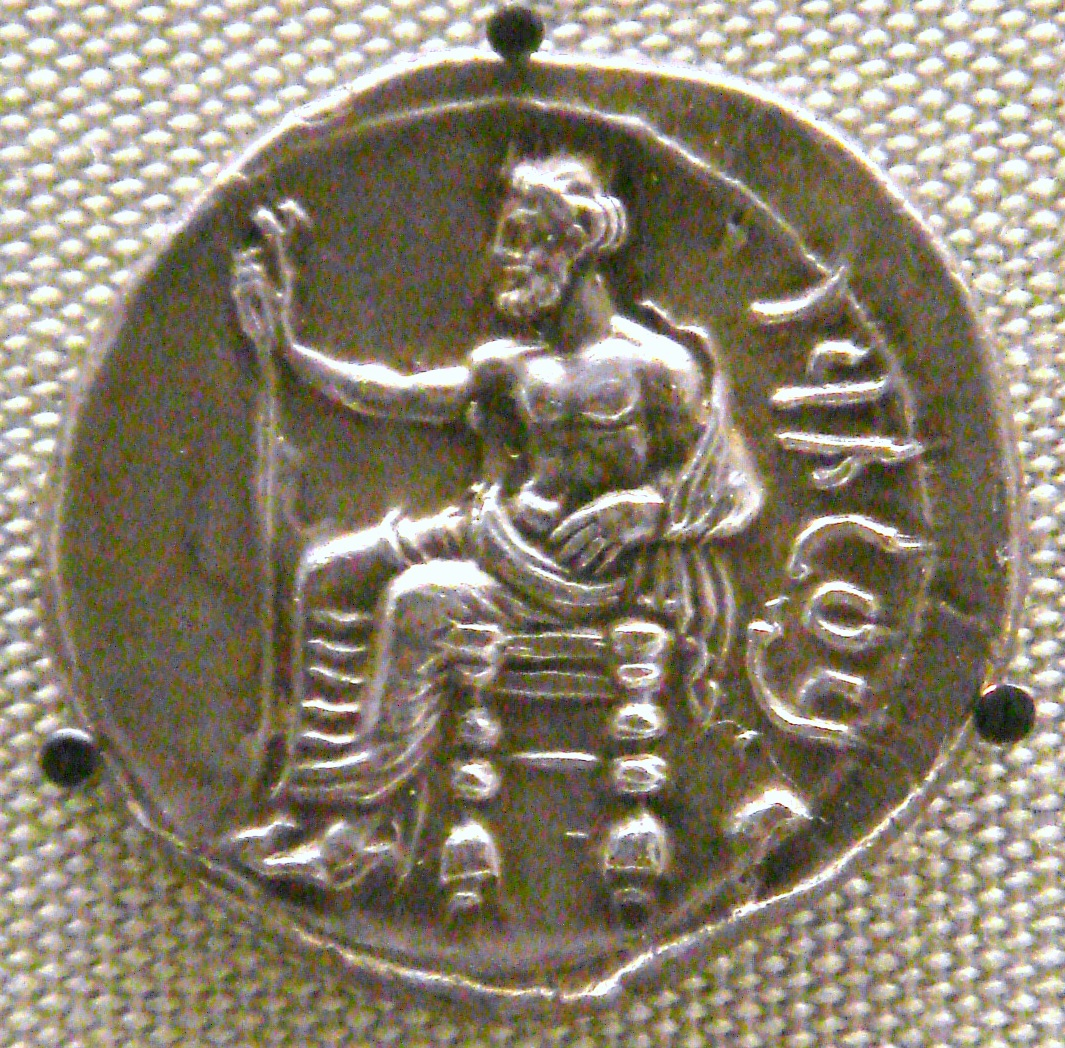
Statere d'argento con incisa l'effige di Farnabazo II.

Ricevute le notizie, gli efori, indignati, misero a morte Torace, luogotenente di Lisandro e inviarono a questi una scitala con l'ordine di rientrare in patria; timoroso delle conseguenze, Lisandro cercò un accordo con Farnabazo e lo convinse a scrivere un memoriale in sua difesa. Farnabazo fece ciò che gli era stato chiesto, mostrò la lettera a Lisandro ma, nell'atto di apporre il sigillo, la scambiò con un'altra, apparentemente simile in cui aveva descritto i saccheggi e gli abusi che la sua provincia aveva subito. Lisandro, quindi, ignaro del reale contenuto, presentò agli Spartani la lettera di Farnabazo divenendo così accusatore di se medesimo.
Evitò comunque ogni addebito affermando ai magistrati che doveva recarsi al tempio di Ammone per sciogliere i voti ma ben presto fu richiamato dal momento che Atene, esasperata per gli abusi dei trenta, si era ribellata.
Lisandro, allora, indusse gli spartani ad inviare cento talenti e lui stesso come generale ma i re, timorosi del potere personale di Lisandro, decisero che dovesse essere accompagnato da Pausania il quale attuò un'opera di conciliazione rinunciando ad imporre nuovamente l'oligarchia.

#### Intrighi
Nel 401 a.C. a Sparta morì il re Agide II, aprendo una crisi di successione: il sovrano aveva un figlio, Leotichida, ma non l'aveva mai riconosciuto come proprio, ritenendo che, in base al conto dei giorni, sua moglie Timea l'avesse avuto da Alcibiade.
In punto di morte, su pressione del figlio e degli amici di questo, lo riconobbe come erede, ma venne contrastato da un altro candidato alla successione, Agesilao, il fratello zoppo del defunto.
Alla successione di Agesilao si opponeva un oracolo, il quale invitava Sparta a "non generare, tu dritta, un regno zoppo", ma Lisandro, amico di Agesilao, affermò che il dio non si sarebbe adirato se uno zoppo avesse comandato sugli Spartani, ma che il regno sarebbe stato zoppo, ovvero delegittimato, se fosse stato appannaggio di un figlio illegittimo. Così, Lisandro, grazie a questo discorso e alla sua influenza sugli Spartani, li convinse ad eleggere Agesilao come re.
In un primo momento, il rapporto con Agesilao fu tanto cordiale da accettare il suggerimento di Lisandro di dichiarare guerra ai Persiani, i quali, dopo la fallita spedizione di Ciro contro Artaserse, avevano irrigidito il loro controllo sulle poleis della Ionia.

Le città greche in Anatolia, pomo della discordia tra Sparta e la Persia. In blu sono segnate le colonie ioniche, in rosso quelle doriche, in giallo le eoliche.

Lisandro divenne in breve tempo tra i primi consiglieri del sovrano, ma non vi rimase a lungo: Agesilao, sospettoso ed infastidito degli omaggi che Lisandro riceveva dai delegati delle città asiatiche, progressivamente gli tolse ogni opportunità di agire, poi cominciò anche a negare favori a chi sapeva essere alleato del suo consigliere, per sminuirne ancor di più il prestigio, ed infine lo nominò scalco.
Plutarco narra che Lisandro tentò di chiarire la sua posizione con il re affermando: "Tu sai bene come sminuire i tuoi amici, Agesilao". Secondo Plutarco, il re gli rispose: "Sì, se vogliono essere più grandi di me; chi invece accresce il mio potere, è giusto che ne partecipi".
Alla fine, Agesilao inviò Lisandro nell'Ellesponto, dove svolse ancora una volta il suo dovere inducendo il generale Spiridate a ribellarsi a Farnabazo II ma, allo scadere del mandato, fece ritorno a Sparta, carico di rancore.
Infatti, animato dall'odio nei confronti del suo antico amico, Lisandro si accinse ad attuare profondi cambiamenti all'ordinamento costituzionale spartano, affinché il potere non fosse patrimonio esclusivo delle case reali degli Euripontidi e degli Agiadi, ma fosse condiviso da tutti gli Spartani o, almeno, dai discendenti di Eracle, i quali avrebbero eletto ogni magistratura, inclusa quella regia.
In un primo momento Lisandro decise di agire di persona, convincendo gli Spartani ad approvare il suo progetto costituzionale con un'orazione scritta per lui da Cleone di Alicarnasso, ma in seguito preferì attendere il momento propizio, per preparare il quale tentò di corrompere la Pizia, l'oracolo di Dodona e quello di Amon affinché rilasciassero oracoli a lui favorevoli.
In ogni caso non riuscì mai a mettere in atto i suoi progetti e, quando alla sua morte, gli efori e Agesilao consultarono l'archivio di Lisandro e trovarono il discorso, Agesilao, furioso, pretese che venisse pubblicato, ma l'eforo Lacratida convinse il re a seppellirlo nella tomba di Lisandro per evitare che potesse persuadere gli spartani.

#### Le ultime campagne militari e morte

Mappa della Beozia.

Nel frattempo i Persiani, sconfitti sul campo dalle truppe di Agesilao, reagirono inviando un ambasciatore, Timocrate di Rodi presso le città di Tebe, Atene, Argo e Corinto, tra le quali distribuì 50 talenti affinché attaccassero Sparta sul continente.
I Tebani, che avevano già forti motivi di contrasto con Sparta, indussero i Locresi, loro alleati, a riscuotere le tasse dal territorio rivendicato sia dalla Locride sia dalla Focide.
In risposta, i Focesi invasero la Locride e saccheggiarono il territorio dei Locresi, i quali chiesero aiuto ai Tebani, che quindi invasero la Focide. 
Allora i Focesi si appellarono alla loro alleata, Sparta, e gli Spartani, felici di avere un pretesto per combattere contro i Tebani, ordinarono la mobilitazione generale. Un'ambasciata tebana fu inviata ad Atene per chiedere aiuto; gli Ateniesi votarono per assistere Tebe e venne stretta una alleanza perpetua tra Atene e la lega beotica.
Gli Spartani armarono due eserciti, uno comandato da Lisandro e l'altro sotto Pausania, stabilendo che si sarebbero uniti e avrebbero attaccato la città beota di Aliarto.
Lisandro, arrivando prima di Pausania, riuscì a persuadere la città di Orcomeno a ribellarsi alla confederazione beota, e avanzò verso Aliarto con le sue truppe e una divisione di Orcomeno.
A questo punto inviò un messaggero a Pausania, invitandolo a raggiungerlo presso Aliarto e assicurandogli che, all'alba, sarebbe stato presso le mura della città; il messaggio, però, fu intercettato dai Tebani, che chiesero ed ottennero rinforzi dagli alleati.
Il giorno dopo Lisandro pose il campo nei pressi della città ma, insofferente per il mancato arrivo del re, decise di attaccare personalmente la città, distaccandosi quindi dal grosso dell'esercito. Quando giunse alle porte i Tebani fecero una sortita, cogliendolo di sorpresa, e lo uccisero con i suoi pochi compagni, mentre gli altri battevano in ritirata presso il campo base.
Moriva così Lisandro, all'età di circa cinquantacinque anni.

### Giudizi
Come testimonia lo stesso Plutarco, i giudizi su Lisandro sono assai contraddittori: fu un militare di grande competenza, ambizioso, austero, onesto ed integerrimo ma d'altro canto, a differenza del rivale, Callicratida, fu sfrontato ed intimidatorio, maestro dell'arte della simulazione e della dissimulazione, abile a costruirsi una rete di amicizie, uso alla corruzione, agli intrighi e non di rado alle crudeltà, dato che favoriva molti odi e risentimenti degli amici che aiutava nel conseguimento dei propri obbiettivi.
Di ciò è esempio, l'episodio in cui consegnò, violando i giuramenti fatti, ottocento cittadini affiliati alla fazione democratica di Mileto ai suoi alleati oligarchi che li uccisero tutti. 
Tuttavia, come fa notare lo stesso Plutarco, mai fu implicato in ladrocinii ed esercitò le sue cariche mirando alla sola prosperità di Sparta né tantomeno accumulò un patrimonio a danno dei nemici o delle popolazioni sottomesse.
Infine, bisogna ricordare che fu, forse, l'unico greco a ricevere onori divini mentre era ancora in vita mentre i Samii gli decretarono in suo onore le Lisandrie, feste in onore di Era, strano episodio per un cittadino di Sparta, i cui cittadini si definivano omoioi ("uguali") ed avevano tradizionalmente una vera e propria avversione per il protagonismo.